# Wir kaufen eine Feuerwehr
Wir kaufen eine Feuerwehr ist ein Spielfilm der DEFA von Hans Kratzert aus dem Jahr 1970, nach einer Erzählung von Gisela Richter-Rostalski.

## Handlung
Matti ist ein sechsjähriger Junge, der mit seiner Mutter und ihren einjährigen Zwillingen zu Hause lebt. Der Vater ist dienstlich in Berlin, seine Geschwister sind noch zu klein zum Spielen und die Mutti hat keine Zeit, also hat er Langeweile. In einen Kindergarten darf er nicht gehen, weil seine Mutti zu Hause ist und in die Schule kommt er erst in einem Jahr. Als Matti von einer Nachbarin einen Zettel vorgelesen bekommt, der an einem Baum befestigt ist, dass jemand eine Haushaltshilfe ganztägig sucht, kommt er auf die Idee, sich auf dem gleichen Weg einen Freund zu suchen. Auch bei Herrn Clasen will er einen solchen Zettel am Zaun festnageln. Herr Clasen bildet Schüler in einem nahegelegenen Betrieb im Fach UTP aus, wohin er Matti mitnimmt. Obwohl dieser noch nicht an den Maschinen arbeiten darf und nur Teile putzt, gefällt ihm die Arbeit. So entwickelt sich langsam eine Freundschaft mit Herrn Clasen. Dessen Bekannter hat einen Schrottplatz für alte Autos und hier entdeckt Matti eine alte Feuerwehr. Herr Clasen, der gerade im Lotto gewonnen hat, kauft von einem Teil des Gewinns das Schrottauto und lässt es in seinen Garten bringen. Hier will er während des Urlaubs das Gerät, gemeinsam mit Matti, wieder in Ordnung bringen. Da die anderen Kinder immer interessiert durch den Gartenzaun zuschauen, werden diese auch zur Mithilfe eingeladen. Auch die älteren Schüler machen in ihren Ferien aktiv mit, dadurch wird die Feuerwehr nun auch schneller fertig. Während des ersten Ausflugs löschen die Kinder sogar einen Böschungsbrand und retten damit einem Kälbchen das Leben.

## Produktion
Wir kaufen eine Feuerwehr wurde von der Künstlerischen Arbeitsgruppe „Babelsberg“ auf ORWO-Color gedreht und hatte am 13. Dezember 1970 im Berliner Kino Kosmos Premiere. Die Erstausstrahlung im 1. Programm des Fernsehen der DDR erfolgte am 22. Juli 1976.

## Kritik
Die Neue Zeit hebt Erwin Geschonneck hervor, der die Rolle mit Wärme, mit feinem Humor und Verständnis für die Kinder gestaltet, die sich neben dem berühmten Schauspieler ganz locker und ungezwungen vor der Kamera bewegen und mit ihrem gelösten und natürlichen Spiel dem Film eine starke Überzeugungskraft geben. Das Lexikon des internationalen Films schrieb, dass es sich hier um einen auf Lockerheit und Spannung setzenden Kinderfilm handelt, der das Miteinander verschiedener Generationen heiter und einfühlsam beschreibt.

## Auszeichnungen
- 1971: Preis des Nationalen Zentrums für Kinderfilm und -fernsehen der DDR